# Good Night Hell
Good Night Hell (Originaltitel: The Terror Within) ist ein US-amerikanischer Science-Fiction-Horrorfilm von Regisseur Thierry Notz aus dem Jahr 1989. Der von Roger Corman produzierte B-Movie ist ein Rip-off der Alien-Filmreihe.

## Handlung
In einer postapokalyptischen Zukunft beherrschen die sogenannten Gargoyles, monströse Mutanten, die Erde während die restlichen überlebenden Menschen in unterirdischen Anlagen in Furcht und Angst leben.
In der Mojave-Wüste befindet sich eines der Labore, die die verseuchte Erde untersuchen. Von seinem Schwesterlabor in den Rocky Mountains abgeschnitten, untersucht das Labor mit seinen Mitarbeitern Hal, Sue, Linda, John, Michael und David sowie dem Hund Butch zur Zeit einige überlebende Tiere. Auf einer Außenmission werden John und Michael von Gargoyles angegriffen. Als Sue und David dies mitbekommen, verlassen sie ihre sichere Basis. John und Michael sind jedoch bereits tot. An der Erdoberfläche finden sie jedoch Karen, die sie mit in den Bunker bringen.
Im Labor finden sie heraus, dass Karen schwanger ist. Noch während sie beraten, was nun zu tun ist, gebiert Karen einen Gargoyle, der sich aus dem Mutterleib frisst. Der rasant wachsende Mutant läuft nun in der Einrichtung frei herum. Während das Team versucht, den Gargoyle aufzuspüren und zu vernichten, entführt er Sue und vergewaltigt sie, um neue Nachkommen zu zeugen. Sue tötet sich versehentlich bei dem Versuch, den rasch wachsenden Fötus abzutreiben.
Das Team versucht dem Gargoyle beizukommen, doch dessen Wunden heilen zu schnell. Weder Feuer, Schläge oder Elektroschocks können die Kreatur stoppen. Lediglich auf den Klang einer Hundepfeife reagiert der Gargoyle mit Flucht. Linda und David sind schließlich die einzigen Überlebenden. Sie locken die Kreatur in einen Luftschacht und können ihn dort mit Hilfe des Ventilationssystems töten.
Schließlich gelingt es ihnen, Kontakt zur Basis in den Rocky Mountains aufzubauen. Sie locken die in der Nähe befindlichen Gargoyles in den Bunker und sprengen ihn anschließend. Danach machen sie sich auf den Weg zum Labor in den Rocky Mountains.

## Hintergrund
Wie viele Filme aus der Billigschmiede von Roger Corman handelte es sich bei dem Film um ein Ripp-Off eines bekannten anderen Titels. Insbesondere das „Gebären“ der Monster erinnert an die Alien-Filmreihe. Bekanntester Name des Casts ist George Kennedy.
Im Januar 1989 wurde der Film in den Vereinigten Staaten von Concorde Pictures ins Kino gebracht, wo er 858.591 US-Dollar einspielte. In Deutschland erschien der Film am 14. August 1990 als Videopremiere mit einer FSK-Freigabe ab 18 Jahren. Er wurde am 30. November 1990 von der Bundesprüfstelle für jugendgefährdende Schriften indiziert. Die Indizierung wurde am 20. Oktober 2015 durch Zeitablauf aufgehoben. Der Film wurde später auf DVD und Blu-Ray neu aufgelegt.
Der Film wurde 1991 mit Terror Within II (anderer Titel: Unsichtbare Killer) fortgesetzt. Regie führte mit Andrew Stevens der Hauptdarsteller des ersten Teils.

## Rezeption
Das Lexikon des internationalen Films schrieb: „Nur zu Beginn spannender Science-Fiction-Gruselfilm in Nachfolge von Ridley Scotts Alien; eine zunehmend geschmacklosere Inszenierung allzu-menschlicher Urängste, gemischt mit latentem Frauenhaß und einigen rassistischen Untertönen.“
Positiv rezipierte Guy Montag den Film für die Filmzeitschrift Splatting Image als unterhaltsamen B-Film: „Nun ja, ein Abklatsch ist GOOD NIGHT HELL sicher; da gibt es nichts zu deuteln. Auch entstanden unter Garantie Rip-Offs, die sich inspirierter zeigen als dieses Serienprodukt. Aber platt zu mutmaßen, dass es hier nicht nur im Fortlauf der Spielfilmhandlung ‚in den Keller‘ ginge, würde dem kaputten Charme, den das B-Movie für mich verbreitet, auch wieder nicht gerecht. Also Fans, angeschnallt und ab geht’s mit George Kennedy auf Ebene -4. Es wird schön – überflüssig, aber gut!“
Haiko Herden schrieb in Haikos Filmlexikon: „Mal wieder ein Billigstreifen mit einer abgekupferten Idee (Alien) aus den Werkstätten Roger Corman’s. Absolut nichts, was die Filmgeschichte bereichern wird, aber ein nettes Streifchen, welches man sich relativ gerne mal anschauen könnte.“